# Heusden Koers 2005
De 57e editie van de Belgische wielerwedstrijd Heusden Koers werd verreden op 16 augustus 2005. De start en finish vonden plaats in Heusden. De winnaar was Nick Nuyens, gevolgd door Tony Bracke en Geert Omloop.

## Uitslag
| Heusden Koers 2005 |              |                            |         |
| Plaats             | Naam         | Ploeg                      | Tijd    |
| Winnaar            | Nick Nuyens  | Quick Step-Innergetic      | 3u42'0" |
| 2                  | Tony Bracke  | Landbouwkrediet-Colnago    | + 4"    |
| 3                  | Geert Omloop | MrBookmaker.com-SportsTech | + 11"   |

1929 · 1930-1935 · 1936 · 1937 · 1938 · 1939 · 1952 · 1953 · 1954 · 1955 · 1956 · 1957 · 1958 · 1959 · 1960 · 1961 · 1962 · 1963 · 1964 · 1965 · 1966 · 1967 · 1968 · 1969 · 1970 · 1971 · 1972 · 1973 · 1974 · 1975 · 1976 · 1977 · 1978 · 1979 · 1980 · 1981 · 1982 · 1983 · 1984 · 1985 · 1986 · 1987 · 1988 · 1989 · 1990 · 1991 · 1992 · 1993 · 1994 · 1995 · 1996 · 1997 · 1998 · 1999 · 2000 · 2001 · 2002 · 2003 · 2004 · 2005 · 2006 · 2007 · 2008 · 2009 · 2010 · 2011 · 2012 · 2013 · 2014 · 2015 · 2016 · 2017 · 2018 · 2019 · 2020 · 2021 · 2022 · 2023